# Constanza de Castro

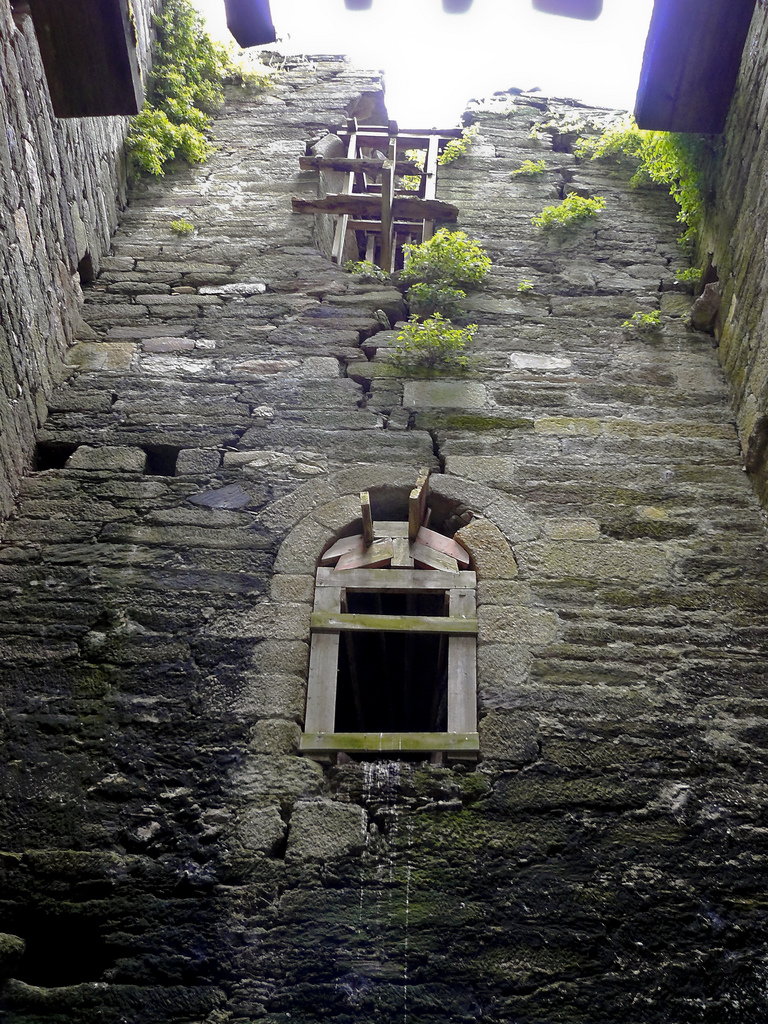
Interior da torre de Caldaloba, conde Constança e seu marido Fernán Ares de Saavedra resistiram um ano o cerco do castelhano Diego López de Haro.

Constanza de Castro foi uma relevante aristócrata galega de finais do século XV.

## Trajetória
Era filha de Pedro Pardo de Cela e de Isabel de Castro, pertencente a uma das linhagens mais importantes do Reino da Galiza. Estava casada com dom Fernão Ares de Saavedra. Pardo de Cela, sua filha Constança e seu marido apoiavam o lado de Joana de Trastâmara contra os partidários de Isabel I de Castela. Houve lutas entre os dois lados. Pardo de Cela (que era Alcallde del ayuntamiento y su tierra y jurdiçon) foi feito prisioneiro em seu próprio Castelo da Frouseira, por traição de alguns de seus vassalos. A sua filha continuou a luta com o marido durante onze meses desde o Castelo de Caldaloba (Cospeito).